# Buckland (Devon)
Buckland – osada w Anglii, w hrabstwie Devon, w dystrykcie South Hams.